# Żegnaj, laleczko (film 1944)
Żegnaj, laleczko – amerykański film z 1944, w reżyserii Edwarda Dmytryka. Ekranizacja jednej z najgłośniejszych powieści Raymonda Chandlera. 

## Opis fabuły
Centralną postacią Żegnaj, laleczko jest Philip Marlowe (Powell), prywatny detektyw z Los Angeles. Jest on świadkiem bójki w podupadłym lokalu, wywołanej przez Łosia Malloya, recydywistę ledwie co wypuszczonego z więzienia. Malloy szuka swojej dziewczyny sprzed lat. Dowiedziawszy się, że ma do czynienia z detektywem, zleca mu jej odszukanie. Tego samego dnia do biura Marlowe'a zgłasza się Lindsay Marriott. Potrzebuje ochrony przy niezbyt legalnej transakcji. Po dotarciu na miejsce Morlowe zostaje ogłuszony. Gdy dochodzi do siebie odkrywa, że Marrotta zamordowano, a tropy prowadzą do rezydencji pięknej Helen Grayle (Trevor).
Odgrywający główną rolę Powell dotychczas był kojarzony z rolami w musicalach i komediach. Przyczyniło się to do zmiany książkowego tytułu na Murder, My Sweet.

## Obsada
- Dick Powell
- Claire Trevor
- Anne Shirley
- Otto Kruger
- Mike Mazurki
- Miles Mander
- Douglas Walton